# Jay Martin
Jay Warren Martin (* 8. September 1944 in Minneapolis, Minnesota) ist ein ehemaliger US-amerikanischer Skispringer.

## Werdegang
Martin, dessen jüngerer Bruder Jerry ebenfalls Skispringer war, begann wie dieser im Alter von fünf Jahren unter Anleitung seines Vaters Ken mit dem Skilaufen im Jimmy Johnson Skiprogramm im Theodore Wirth Park. Kurz darauf begann er mit dem Skispringen, trainiert von seinem Vater.
Von 1960 bis 1962 war er Mitglied des Junioren-Nationalkaders. 1962 gewann er die Central Division Junior Championships. Kurz darauf gewann er die US-Junioren-Meisterschaften in Steamboat Springs und erhielt die Trophäe der Sons of Norway. Nach diesem Sieg bekam er ein Stipendium an der University of Wyoming. 1963 gewann er die Junioren-Klasse bei den US-Meisterschaften im Steamboat Springs. An der Universität wurde später ein Skiclub gegründet, desser erster Vorsitzender Martin wurde.
Bei den Olympischen Winterspielen 1964 in Innsbruck gehörte er erstmals zum Kader, startete aber schließlich nicht. Im Dezember gab er sein internationales Debüt bei der Vierschanzentournee 1964/65. Dabei bestritt er jedoch nur das Springen in Oberstdorf und erreichte dort den 22. Rang. Am Ende der Tournee belegte er trotz dieses nur einen Resultats den 24. Platz der Gesamtwertung.
Bei der Nordischen Skiweltmeisterschaft 1966 in Oslo sprang Martin auf den 58. Platz von der Normalschanze und auf den 29. Platz von der Großschanze. Bei der Vierschanzentournee 1966/67 gelang ihm mit dem achten Rang in Innsbruck sein bestes Tournee-Einzelresultat. Am Ende der Tournee reichte es für Martin zu Rang 34 der Gesamtwertung.
Bei seiner letzten Vierschanzentournee 1967/68 konnte er sich nicht weiter verbessern zum Vorjahr und wurde 54. der Gesamtwertung. In Westby gewann er 1968 seinen ersten US-Meistertitel, bevor er kurz darauf bei den Olympischen Winterspielen 1968 in Grenoble im Einzel von der Großschanze startete und Rang 43 erreichte.
Kurze Zeit nach den Spielen beendete er seine aktive Skisprungkarriere. 1973 wurde er zum Vorsitzenden des Minneapolis Ski Club gewählt. Er war schon einige Zeit Mitglied des Vorstandes, darunter auch als Schatzmeister. Zeitgleich arbeitete er als Trainer beim Verein. Von 1974 bis 2005 war er Programmdirektor für die Springen im Theodore Wirth Park und am Bush Lake. Jährlich war er für acht Springen je Schanze verantwortlich und organisierte die komplette Ausrichtung. Nachdem er auch den regionalen Junioren-Bereich leitete und als einer der ersten zur Jugendförderung einen Ausrüstungsverleih in seinem Verein ins Leben rief, kaufte er ein Unternehmen für Skiausrüstung. Er nannte das Unternehmen Martin’s Ski Cellar und führte es von seinem Wohnhaus aus. Später stattete er Junioren in den gesamten Vereinigten Staaten aus.
Bei den Olympischen Winterspielen 1980 in Lake Placid und bei den Winterspielen 2002 in Salt Lake City war Martin als Mitglied des Schanzen-Teams verantwortlich für die Preparation der Schanzen für die Wettbewerbe.
Für die neue 70-Meter-Schanze am Bush Lake sammelte Martin insgesamt 500.000 US-Dollar und ermöglichte damit den Bau der ersten Schanze in den Vereinigten Staaten, die den Anforderungen der FIS für die Austragungen von Springen im V-Stil erfüllte.
Heute ist Martin Jury-Mitglied bei nationalen Springen sowie Technischer Delegierter. Unter anderem leitete er das Springen im US-Cup 2013 und war zweiter Technischer Delegierter beim 126. jährlichen Skispringen in Ishpeming. Im Februar 2012 war er Mitglied der Jury beim Westby Snowflake Ski Tournament auf der Snowflake-Schanze.

## Erfolge

### Vierschanzentournee-Platzierungen
| Saison  | Platz | Punkte |
| ------- | ----- | ------ |
| 1964/65 | 24.   | 744,9  |
| 1966/67 | 34.   | 716,4  |
| 1967/68 | 54.   | 666,3  |

## Auszeichnungen
2008 wurde er gemeinsam mit seinem Bruder in die American Ski Jumping Hall of Fame aufgenommen. Durch den Staat Minnesota wurde er durch einen Eintrag auf der Olympic Wall im Minnesota National Sports Stadium in Blaine geehrt.